# Grateful (canción)
«Grateful» —en español: «Agradecido»— es una canción interpretada por la cantante y compositora británica Rita Ora, incluida en la banda sonora de Beyond the Lights. Fue escrita por Diane Warren, que fue nominada en seis ocasiones a los Premios Óscar.

## Promoción
Billboard estrenó el audio de la canción el 22 de octubre de 2014, a partir de Relativity Music Group en SoundCloud. La canción fue lanzada el 11 de noviembre de 2014 en iTunes Store como parte de  la banda sonora de Beyond the Lights.

## Actuaciones en vivo
Ora interpretó "Grateful" en la ceremonia de los Premios Óscar 2014 que se realizó el 22 de febrero de 2015.

## Premios y nominaciones
| Año  | Premiación        | Categoría              | Resultado | Ref.  |
| ---- | ----------------- | ---------------------- | --------- | ----- |
| 2015 | Premios Óscar     | Mejor canción original | Nominado  | [ 4 ] |
| 2015 | Black Reel Awards | Mejor canción original | Nominado  | [ 5 ] |